# Vicente Merino Jarpa
Vicente Merino Jarpa (Linares, 1 de agosto de 1855-Santiago, 10 de junio de 1900) fue un marino chileno. Participó en la Guerra del Pacífico y en la Guerra Civil de 1891.

## Biografía
Hijo de José Merino Grez y de Mariana Jarpa. Ingresó a la Escuela Militar en 1872, donde realizó estudios para oficiales de la Armada. Como aspirante en 1874, se embarca en la corbeta "Esmeralda", al mando del Capitán de Fragata Luis Alfredo Lynch Zaldívar, siendo el segundo al mando el Capitán de Corbeta Arturo Prat Chacón, buque en donde funcionaba la Escuela Naval.
En 1875 asciende a Guardiamarina, para posteriormente embarse en el blindado "Cochrane", capitaneado por Enrique Simpson Baeza; En la Guerra del Pacífico, participó en la toma de Antofagasta y en el Bloqueo de Iquique.
Participó en Combate naval de Angamos, en la toma de Pisagua, en la rendición de Iquique, donde recibe a los sobrevivientes de la "Esmeralda" luego del Combate naval de Iquique y en la cooperación artillera de la escuadra al ejército en la toma del Morro de Arica, el 7 de junio de 1880.
Como teniente segundo en la "Covadonga", que fue hundida; en esta acción el Teniente Merino participó en el recate de los náufragos. 
Pasa como oficial al "Pilcomayo" y a la Corbeta O'Higgins, y terminando la guerra, en las batalla de Chorrillos y Miraflores, en el área marítima.
En 1885 en el crucero "Esmeralda", asciende a Teniente primero en 1886, luego se embarca en la "Magallanes", donde realiza exploraciones hidrográficas en el golfo de Arauco, Patagonia y Tierra del Fuego.
En 1889 nuevamente en la cañonera "Pilcomayo" como instructor. En 1890 asciende a Capitán de Corbeta y obteniendo el cargo de subdirector de la Escuela de Grumetes.
Durante la Guerra Civil de 1891, integra el bando del Congreso, participando en la batalla de Pozo Almonte, en la defensa en el Combate de la Aduana de Iquique y al mando del vapor "Aconcagua"; en el Combate de Calderilla contra los cazatorpederos "Lynch" y "Condell".
Al finalizar la Guerra Civil, Merino asciende a Capitán de Fragata, comandando el cazatorpedero "Lynch". En 1893 es ascendido  a Capitán de Navío, asumiendo el mando del crucero "Esmeralda" y luego del acorazado "Capitán Prat".
Es designado Agregado Naval de Chile en Londres, en donde toma el mando del Crucero O'Higgins; sin embargo, una repentina enfermedad hace que deje el buque para regresar a Chile, donde fallece el 10 de junio de 1900.
Su hijo Vicente Merino Bielich fue Comandante en Jefe de la Armada, Ministro del Interior y Vicepresidente de la República en agosto de 1946.